# Gomesa brasiliensis
Gomesa brasiliensis är en orkidéart som först beskrevs av Robert Allen Rolfe, och fick sitt nu gällande namn av Mark W. Chase och Norris Hagan Williams. Gomesa brasiliensis ingår i släktet Gomesa och familjen orkidéer. Inga underarter finns listade i Catalogue of Life.

## Bildgalleri

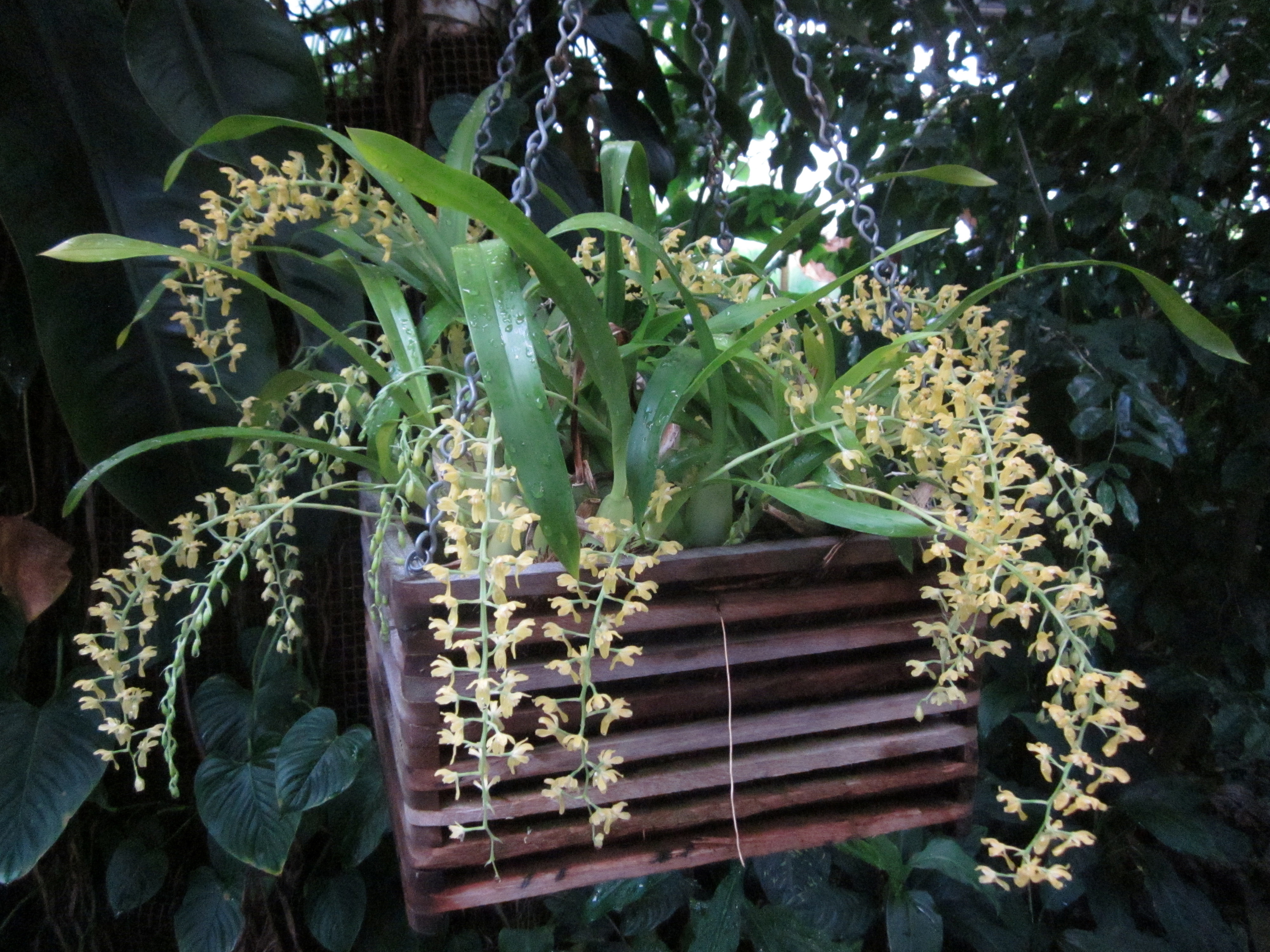
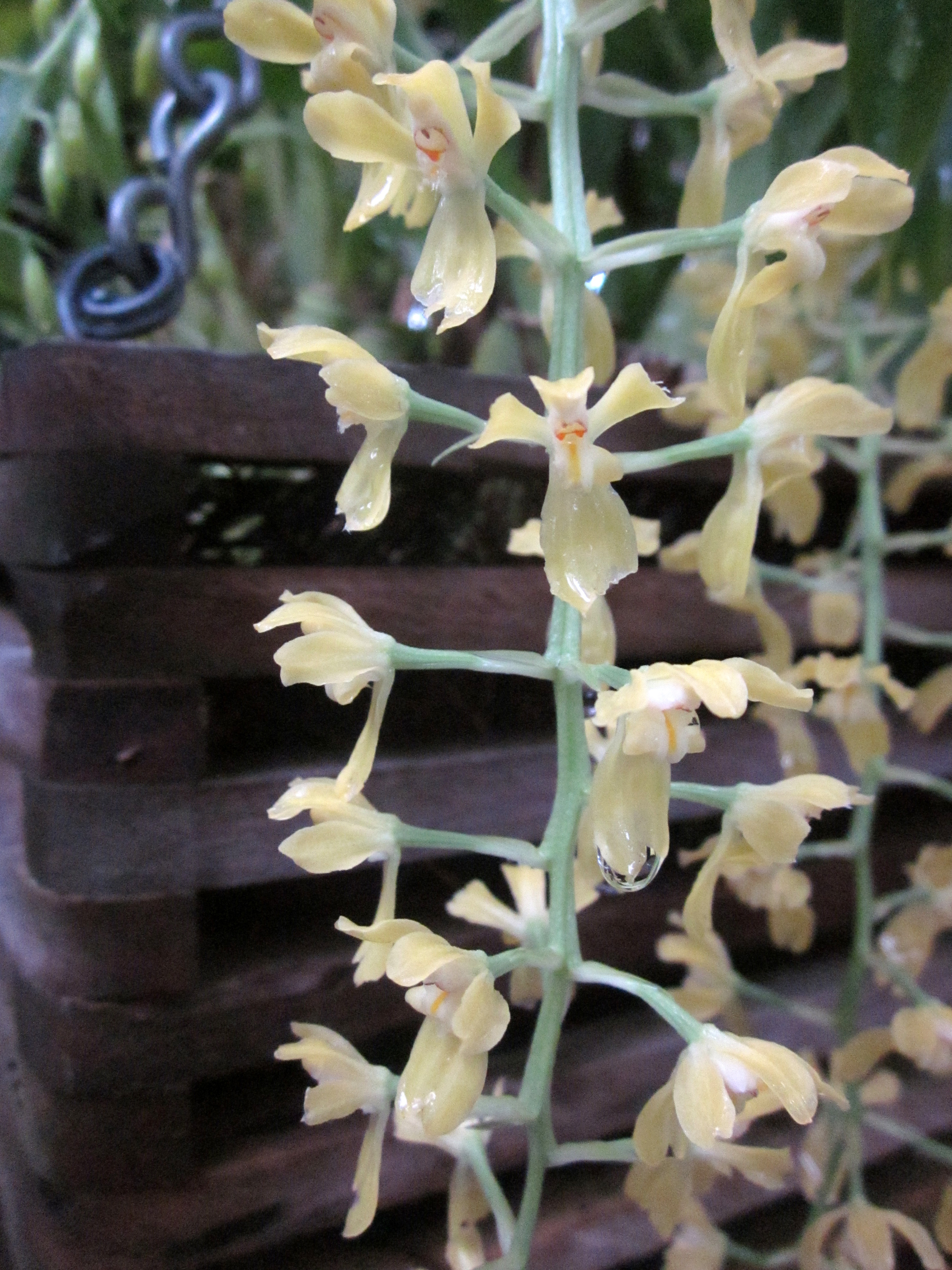
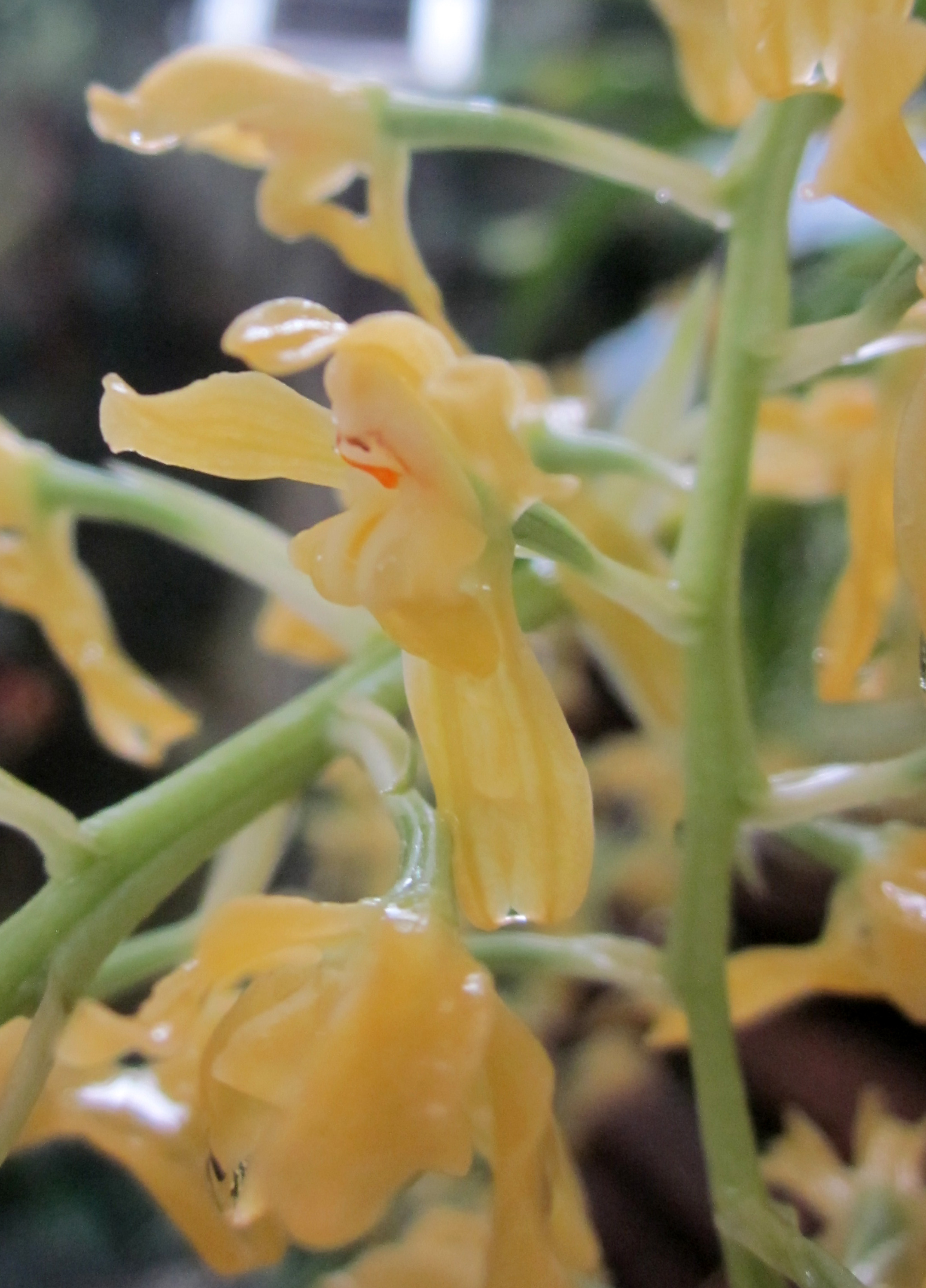
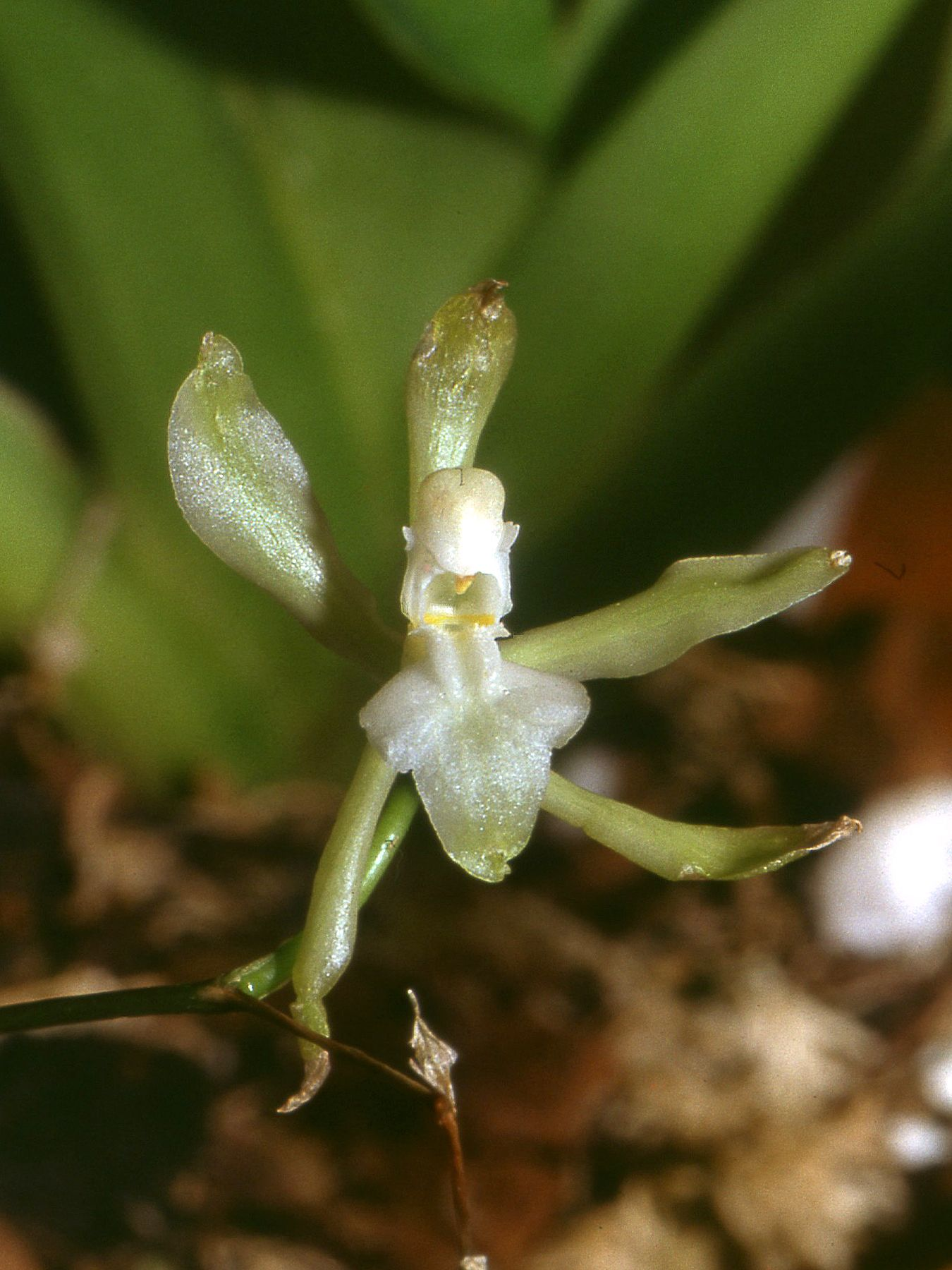